# Min Ji
Min Ji (민지?), pseudonimo di Kim Min-ji (김민지?; 29 aprile 1990), è un'attrice sudcoreana. Oltre a film e serial TV, è comparsa anche nel videoclip del singolo "Words That Are Hard to Say" di Lee Seung-gi.

## Filmografia

### Televisione
- Nangnang18se (낭랑18세) – serial TV (2004)
- Bulmyeor-ui Lee Soon-shin (불멸의 이순신) – serial TV (2004)
- Jump (점프) – serial TV (2006)
- Wanggwa na (왕과 나) – serial TV (2007)
- Dae-wang Sejong (대왕 세종) – serial TV (2008)
- Jungle Fish (정글피쉬), regia di Choi Sung-bum – film TV (2008)
- Jejudo makgeolli ajeossi (제주도 막걸리 아저씨) – serial TV (2008)
- Bimir-ui hwa-won (비밀의 화원), regia di Moon Joon-ha – film TV (2010)
- Museo-un nomgwa gwisingwa na (무서운 놈과 귀신과 나) – film TV (2010)
- Gongju-ui namja (공주의 남자) – serial TV, 24 episodi (2011)
- Sonnyeoga pir-yo-hae (선녀가 필요해) – serie TV (2012)
- Syndrome (신드롬) – serial TV (2012)
- Nae ttal Se-young-i (내 딸 서영이) – serial TV (2012-2013)
- Mad-i (맏이) – serial TV (2013-2014)

### Cinema
- Ppeu-wasong dabeuril (쁘와송 다브릴) (2006)
- Sonyeo dallida (소녀 달리다) (2006)
- Alliseureul wiha-yeo (앨리스를 위하여) (2006)
- Kkeum-un iru-eo (꿈은 이루어) (2007)
- Uri saeng-ae choego-ui sungan (우리 생애 최고의 순간), regia di Yim Soon-rye (2008)
- Gwaenchanh-a (괜찮아) – cortometraggio (2009)
- Wannikkyeo (왓니껴), regia di Lee Dong-sam (2014)
- Zombie School (좀비스쿨), regia di Kim Seok-jung (2014)
- Go-yang-i jangnyesik (고양이 장례식), regia di Lee Jong-hoon (2014)
- Seumul (스물), regia di Lee Byeong-heon (2015)

## Riconoscimenti
- 2006 – Seoul International Youth Film Festival
  - Miglior attrice